# Tōchō-ji

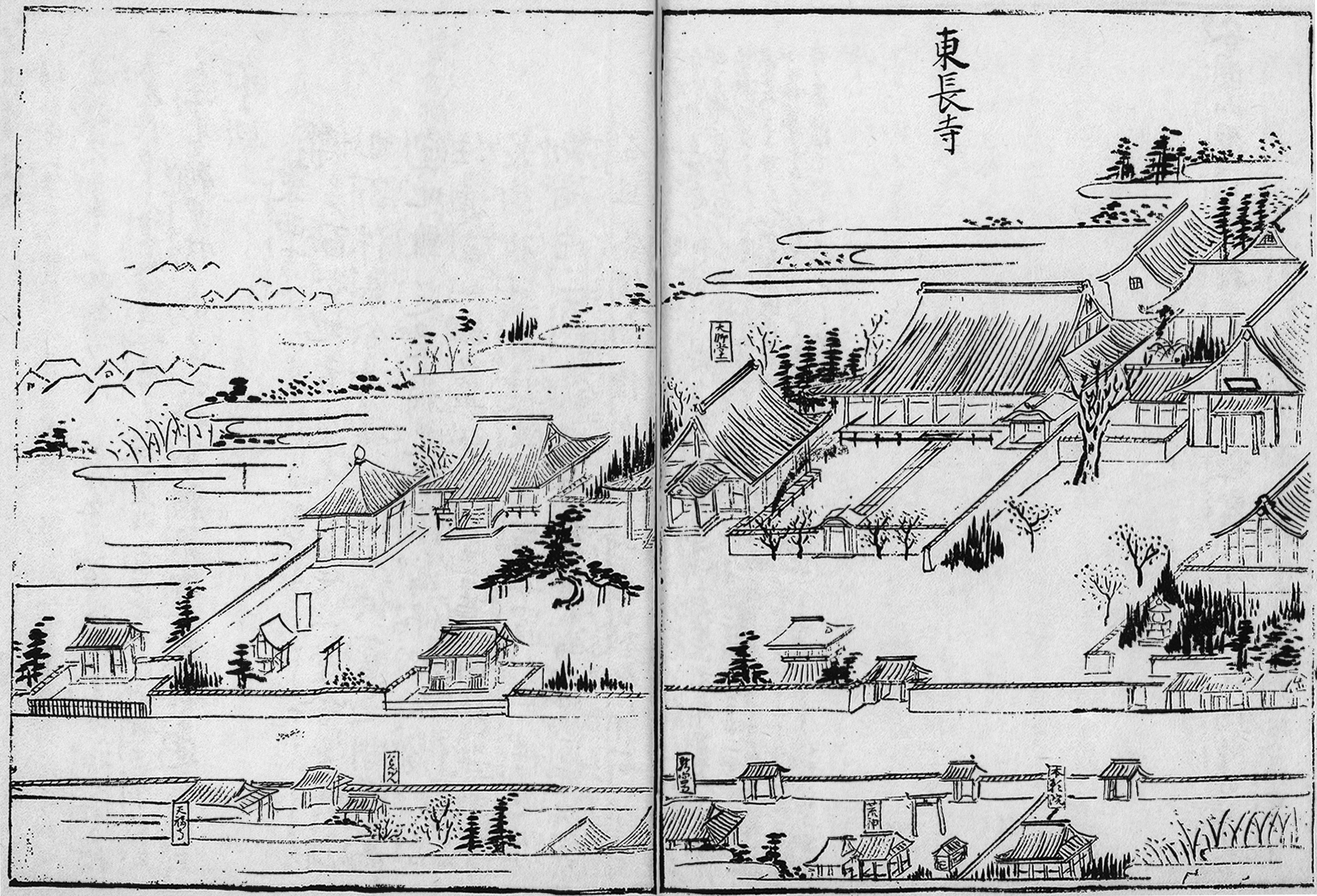
Tōchō-Tempel, Anfang 19. Jh. (Okumura Gyokuran: Chikuzen meisho zue. 1821)

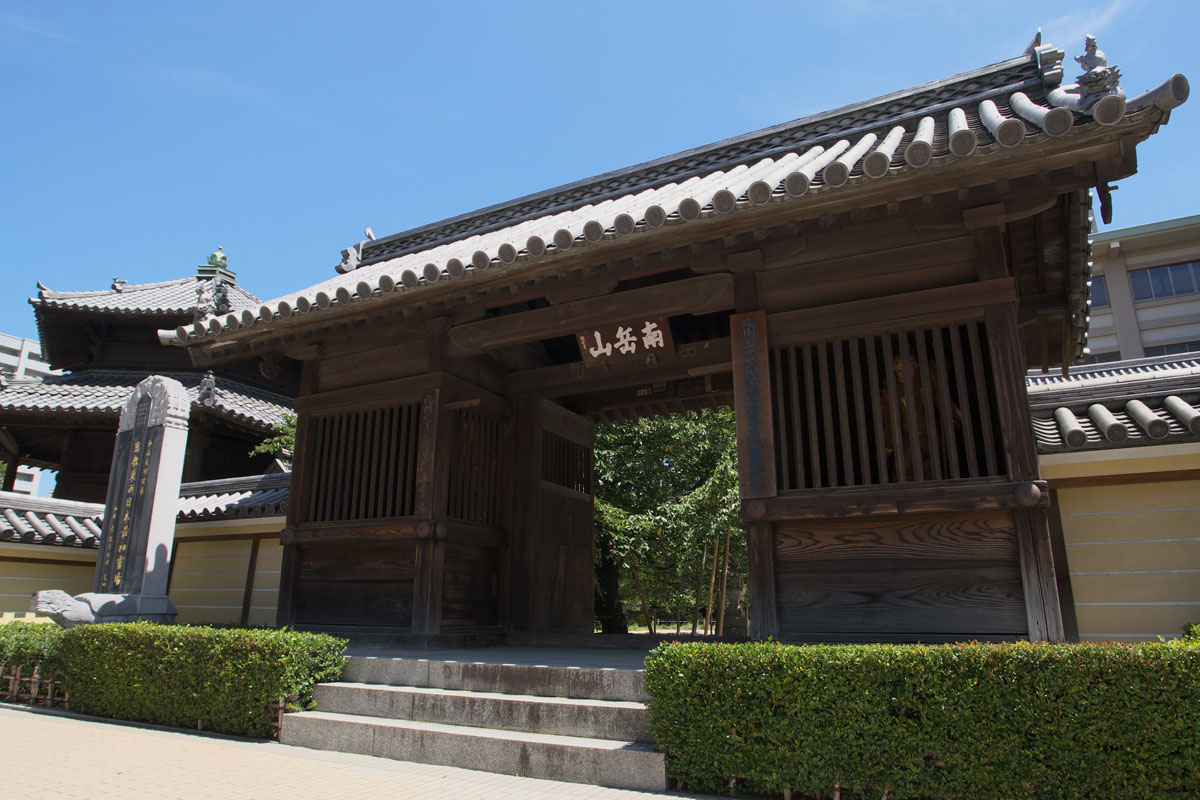
Haupttor mit dem Bergnamen Nangakuzan

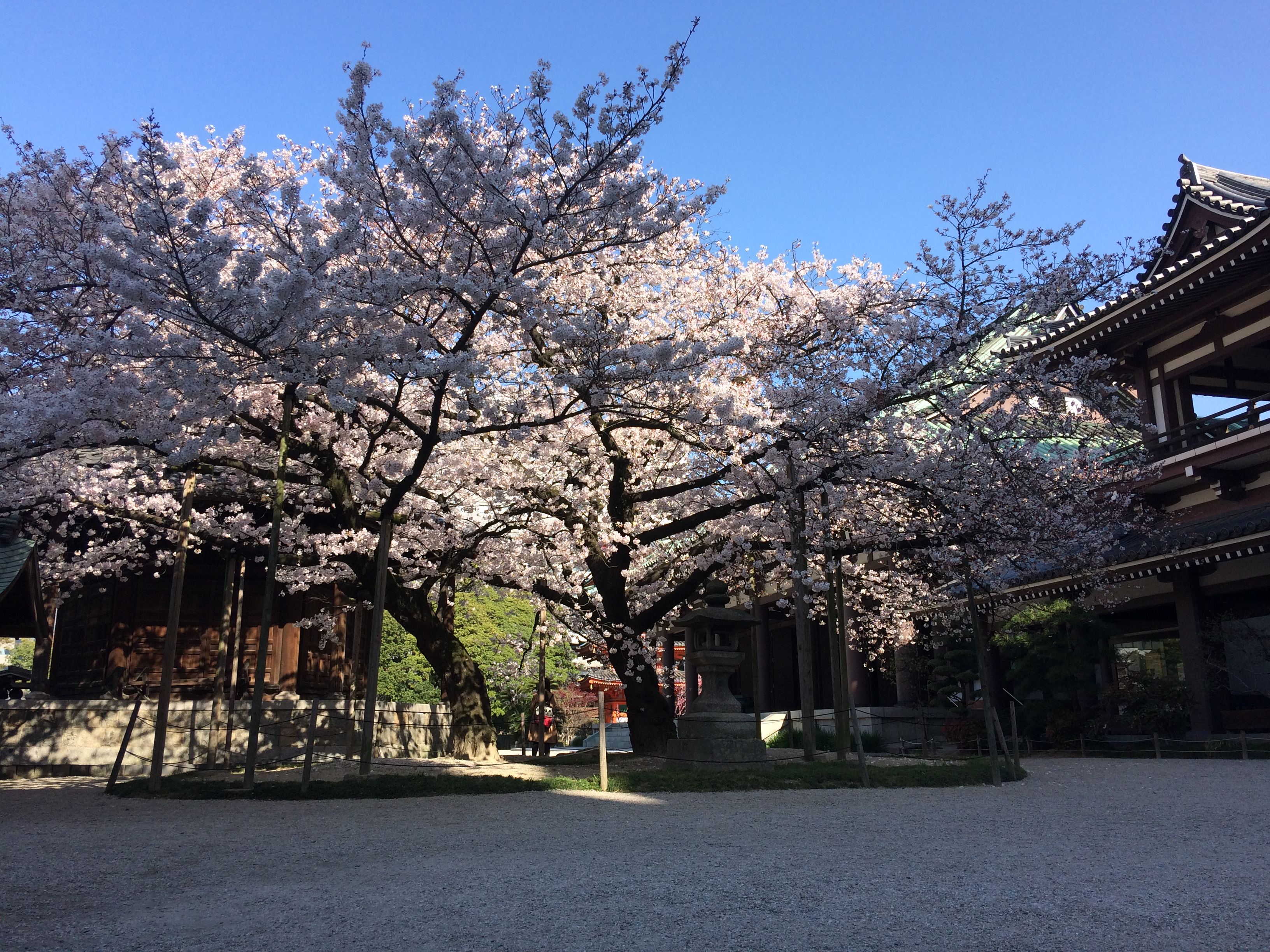
Tōchō-Tempel vom Tor aus gesehen

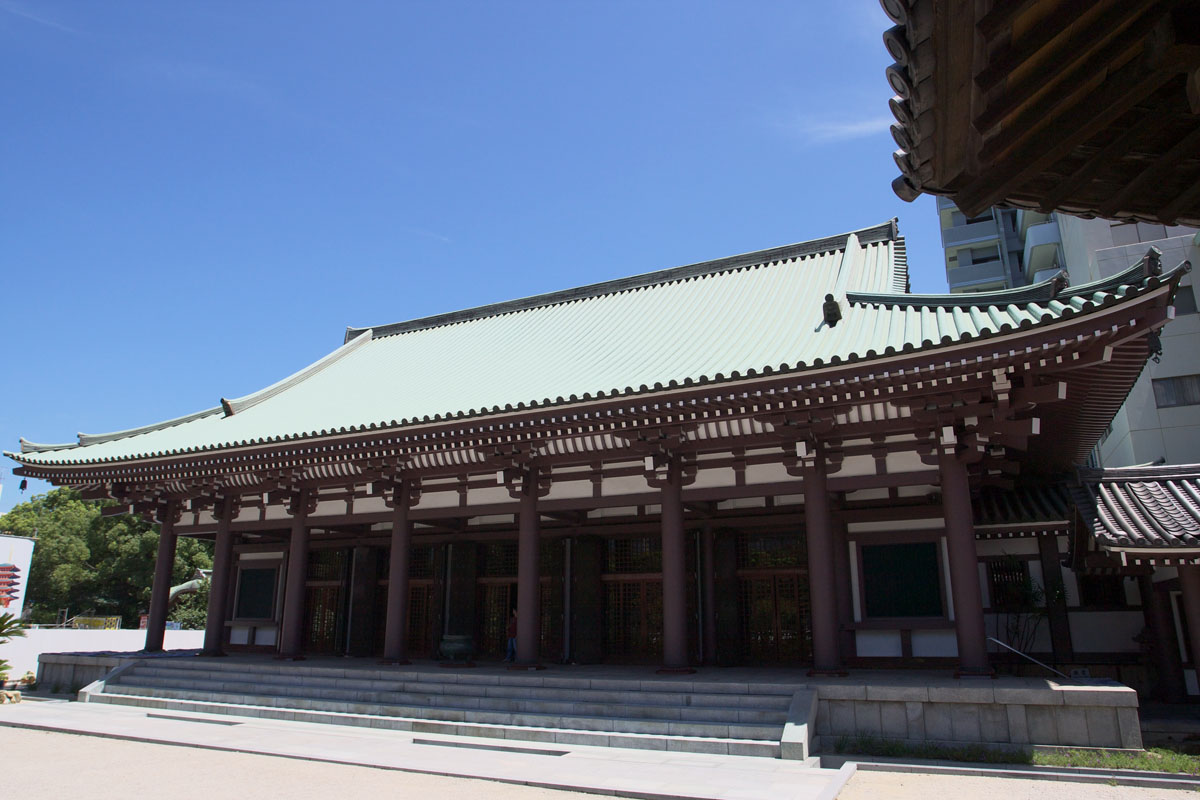
Haupthalle

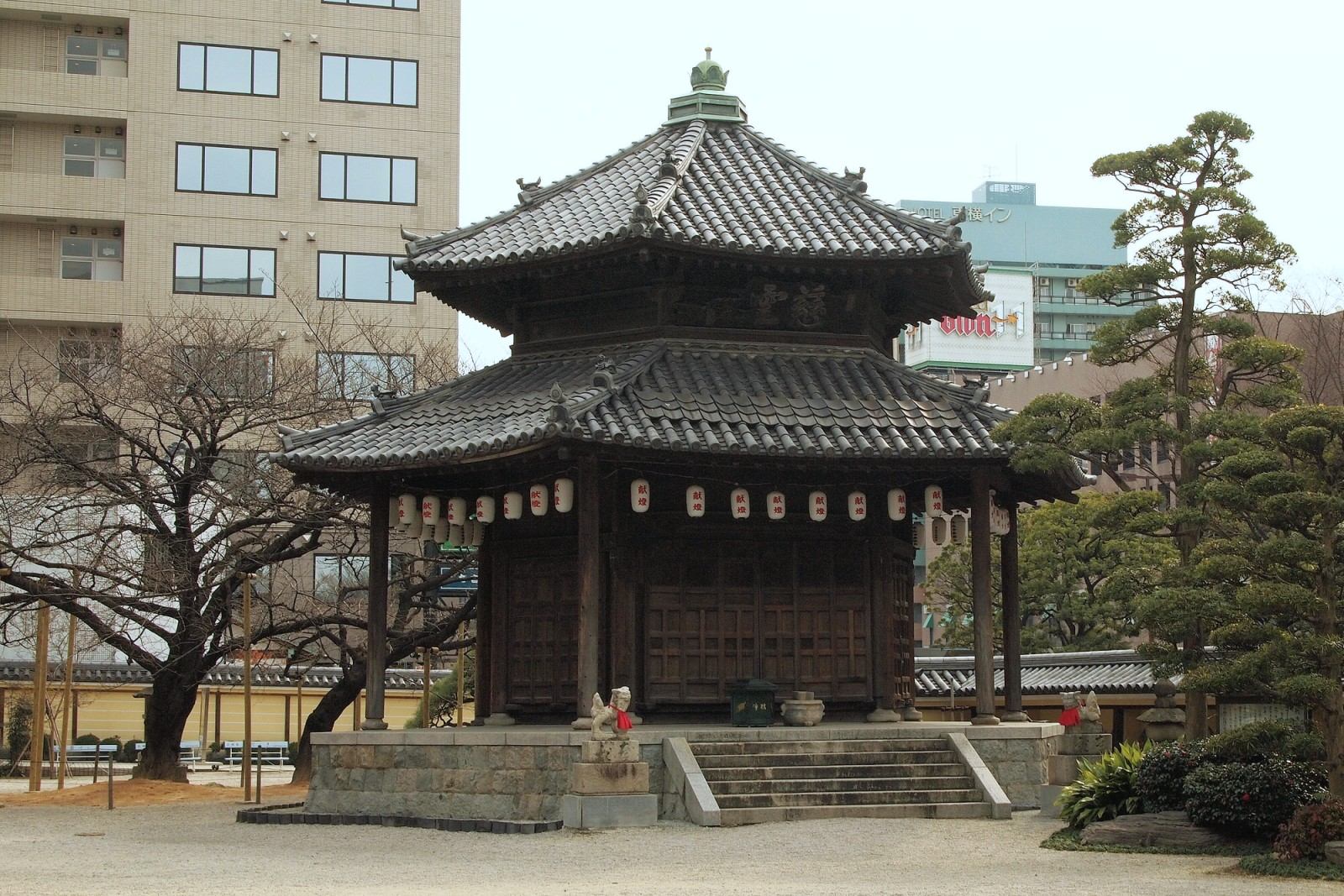
Hexagon-Halle (Rokkaku-dō)

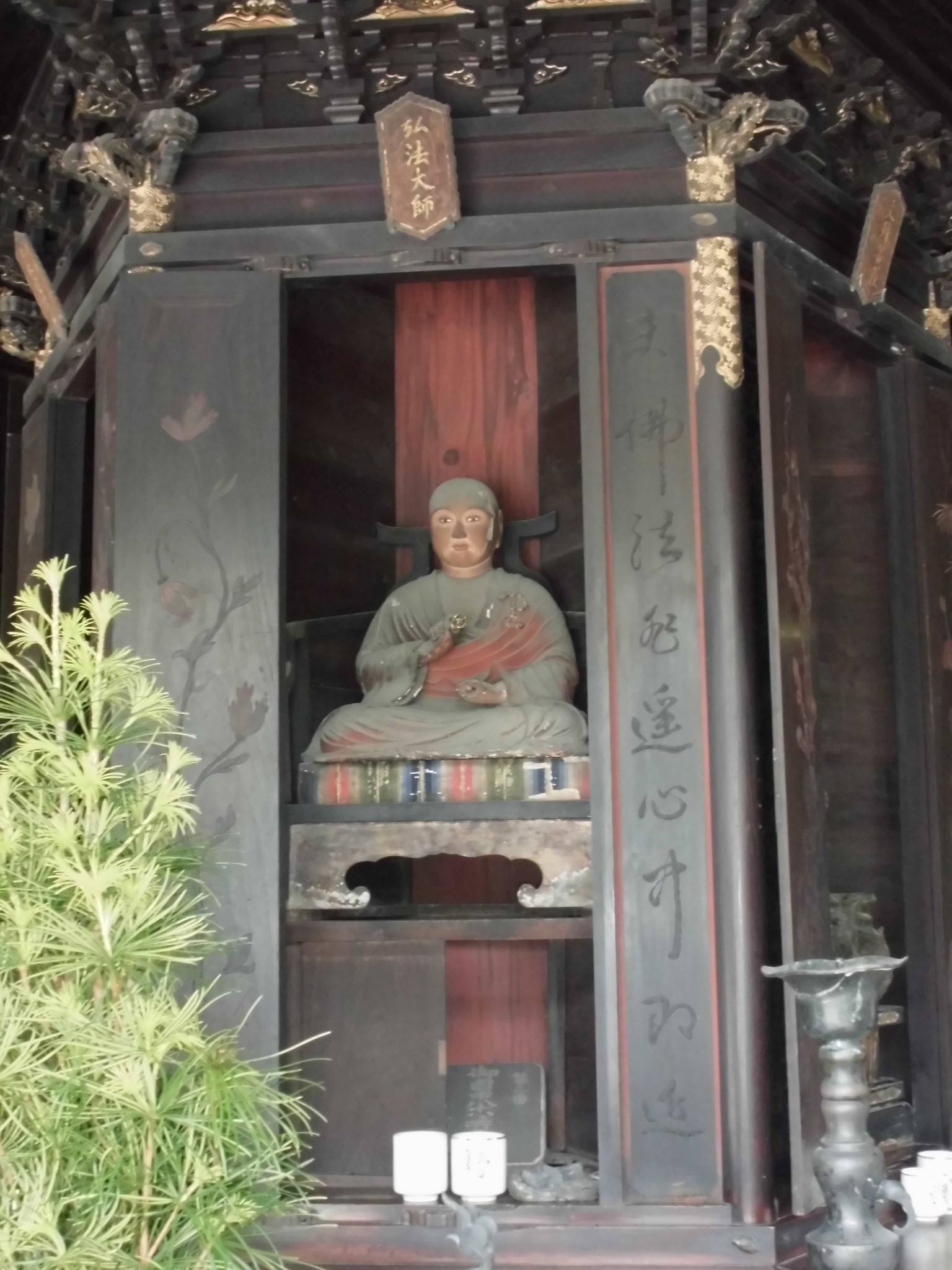
Das Innere der Hexagon-Halle mit einem Sitzbild Kūkais

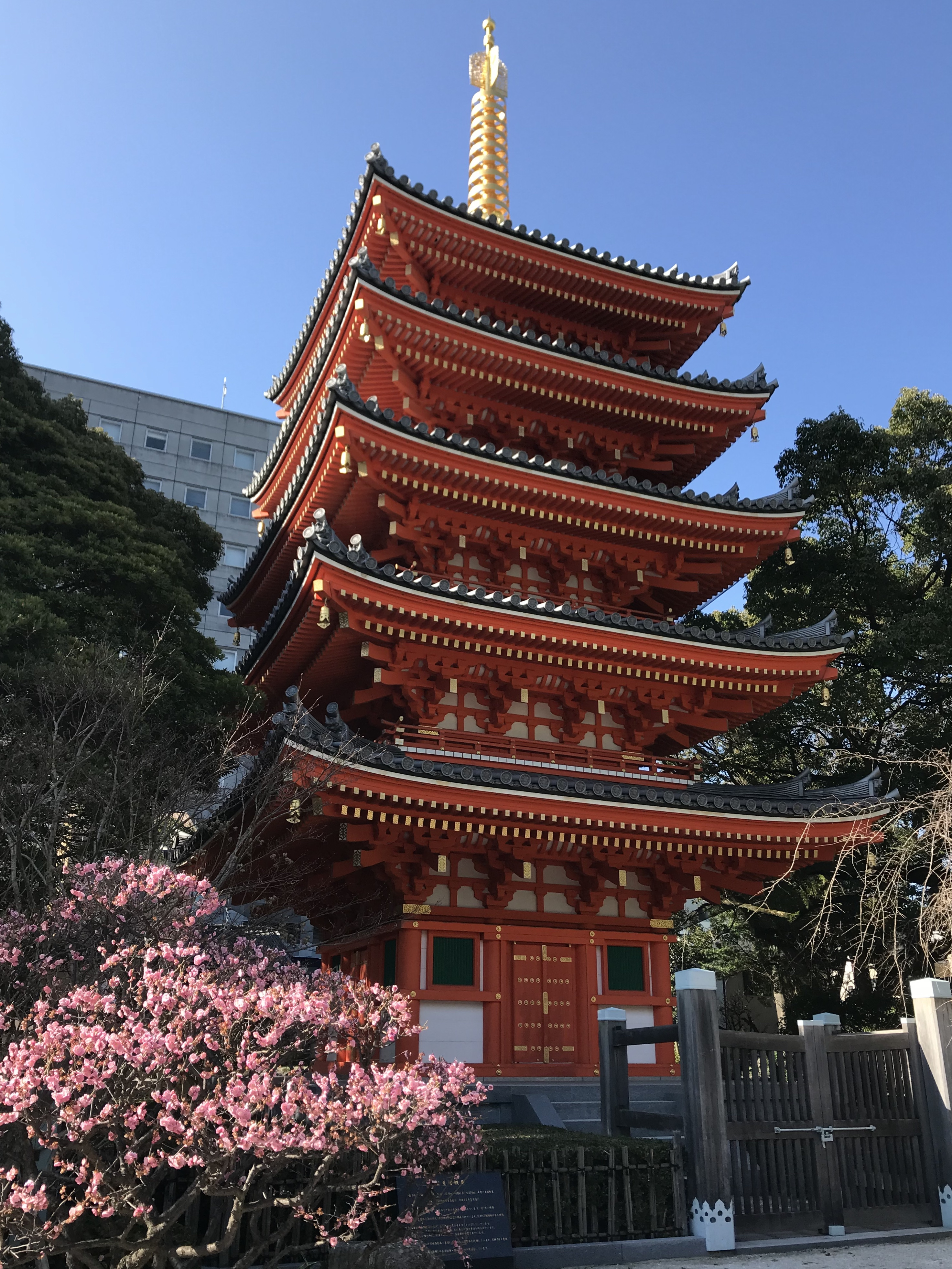
Der Gojunoto Tower vom Tochoji Tempel

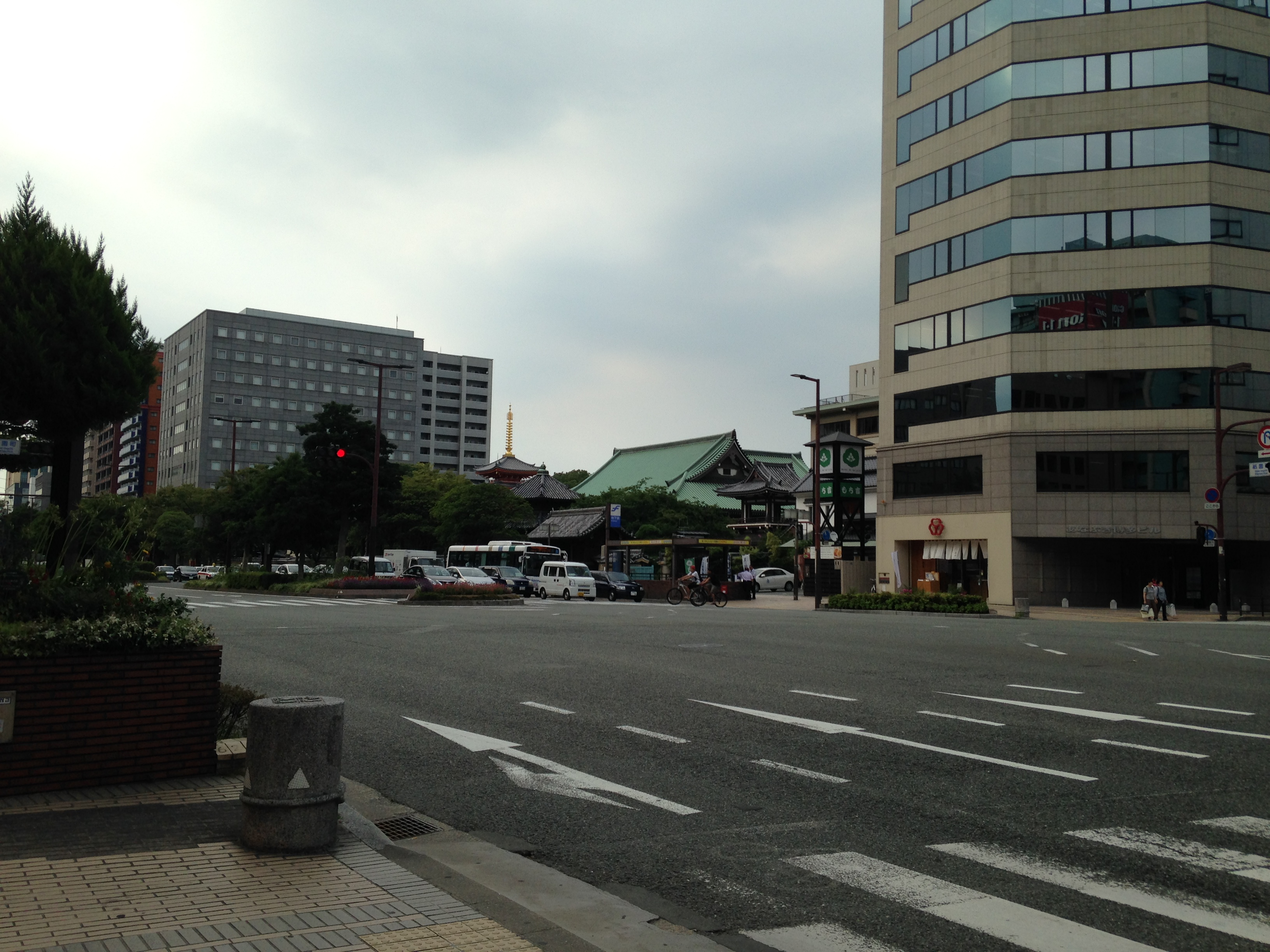
Die Straße Taihaku-dori und der Tochoji Tempel

Der Tōchō-Tempel (japanisch 東長寺 Tōchō-ji) ist ein buddhistischer Tempel in der japanischen Stadt Fukuoka. Er wurde der Überlieferung zufolge im Jahre 806 von dem Mönch Kūkai gegründet und gilt damit als ältester Tempel der Shingon-Schule auf der Insel  Kyushu. Sein Bergname ist Nangakuzan (南岳山, „Südberg“).

## Geschichte
Kūkai, der 804 mit einer offiziellen japanischen Gesandtschaft nach China gesegelt war, sollte dort eigentlich 20 Jahre buddhistische Studien treiben, doch kehrte er bereits 806 nach Japan zurück. Nach seiner Ankunft in Hakata war er deshalb gezwungen, auf die Erlaubnis des Tennō zu warten, in der Hoffnung, dass man ihm angesichts der mitgebrachten wertvollen buddhistischen Schriften und seiner erfolgreichen Studien diese Eigenwilligkeit verzeihen möge. Während der langen Wartezeit gründete er den Tōchō-Tempel an einer Stelle unweit des Meeres.
Während der kriegerischen Auseinandersetzungen in der zweiten Hälfte des 16. Jahrhunderts brannte die Anlage jedoch nieder. Sie wurde in Teilen wieder aufgebaut, ging im 16. Jh. erneut in Asche auf. 1601 erhielt der Feldherr Kuroda Nagamasa die Provinz Chikuzen als Lehen, die bis zum Ende der Edo-Zeit in den Händen seiner Familie blieb. Sein Sohn Tadayuki veranlasste den Wiederaufbau des Tōchō-Tempels an einer weiter südlich gelegenen Stelle und sorgte mit einem Wald von ca. 500.000 Quadratkilometern und einem jährlichen Reiseinkommen von 300 Koku für eine stabile wirtschaftliche Grundlage. Weitere Ländereien kamen unter Kuroda Mitsuyuki hinzu.
Große Teile der Anlage ging gegen Ende des Zweiten Weltkriegs in Asche auf. Das heutige Areal der Tempelanlage ist deutlich kleiner als zuvor. Auch entstanden im Zuge des Wiederaufbaus mehrere  moderne Gebäude. Völlig neu sind u. a. die Haupthalle (Hondō), der „Großbuddha“ (Daibutsu) und eine Pagode.

## Senju-Kannon
Unter den alten Tempelschätzen finden wir eine „Tausendarmige Kannon“ Figur (Senju-Kannon) aus der Heian-Zeit. Sie wurde aus einem einzigen Holzblock angefertigt und ist 87 cm groß. 1904 wurde sie zum Nationalen Kulturschatz deklariert. Als „versteckter Buddha“ ist sie in einem Schrein verborgen und nur anlässlich des Geburtstags von Kūkai zu sehen.

## Rokkaku-dō
Die „Hexagon-Halle“ (Rokkaku-dō) entstand im Jahre 1842 auf Initiative des lokalen Händlers Bungoya Eizō. Er sammelte bei Kaufleuten im gesamten westjapanischen Raum Geld für dieses Vorhaben und erteilte den Auftrag an Itō Hirazaemon, der in achter Generation seiner Familie als Tempel-Zimmermann einen vorzüglichen Ruf genoss.
Die Halle enthält  im Inneren ein ebenfalls sechseckiges, drehbares Tabernakel. Gewöhnlich wurden in solchen „Hexagon-Hallen“ Schriftrollen aufbewahrt. Durch das Drehen des Tabernakels konnte man sich „Verdienste“ als Gläubiger erwerben. Im Tabernakel des Tōchō-Tempels stehen jedoch Statuen von Kūkai, der Shintō-Gottheit Hokushinreifu (北辰霊符), des Medizin-Buddhas (Yakushinorai 薬師如来), der „Weißgekleideten Kannon“ (Hakui Kannon 白衣観音), des Jizō-Boddhisattva (Jizō bosatsu 地蔵菩薩) und des Monju Boddhisattva (Monju bosatsu 文殊菩薩). Das Innere der Halle ist nur am 28. eines jeden Monats zu sehen. Dieser Tag ist dem Lichtkönig Fudōmyōō gewidmet, der im Shingon-Buddhismus eine wichtige Rolle spielt und dessen Sitzstatue in der Haupthalle des Tempels zur Linken der „Tausendarmigen Kannon“ zu sehen ist.

## Großbuddha
Im Jahr 1988 begann man mit einer Statue des Shakyamuni Tathāgata aus dem Holz der Muschel-Zypresse, die nach vier Jahren mit 10,8 m Höhe und 30 Tonnen Gewicht fertig wurde.

## Gräber
Nicht weit von der Haupthalle befinden sich die mächtigen Gräber von Kuroda Tadayuki, Kuroda Mitsuyuki und Kuroda Harutaka.